# Elio Bertocchi
Elio Bertocchi (Poggio Renatico, Emília-Romanya, 16 de setembre de 1919 - Roma, 27 d'agost de 1971) va ser un ciclista italià, que fou professional entre 1942 i 1954.
Les victòries més destacades les aconseguí al Giro d'Itàlia, on guanyà quatre etapes en les quatre participacions. El 1948 guanyà una etapa a la Volta a Catalunya.

## Palmarès
- 1942
  - 1r a la Coppa San Geo
- 1946
  - Vencedor de 2 etapes del Giro d'Itàlia
  - Vencedor d'una etapa de la Ronda de França
- 1947
  - Vencedor d'una etapa del Giro d'Itàlia
- 1948
  - Vencedor d'una etapa del Giro d'Itàlia
  - Vencedor d'una etapa de la Volta a Catalunya
- 1951
  - Vencedor d'una etapa de la Roma-Nàpols-Roma

### Resultats al Giro d'Itàlia
- 1946. 33è de la classificació general. Vencedor de 2 etapes
- 1947. 20è de la classificació general. Vencedor d'una etapa
- 1948. 22è de la classificació general. Vencedor d'una etapa
- 1951. Abandona

### Resultats al Tour de França
- 1947. Abandona (3a etapa)